# Фейманская волость
Фе́йманская во́лость (латыш. Feimaņu pagasts) — одна из двадцати пяти территориальных единиц Резекненского края Латвии.

## География
Находится в юго-западной части края. Граничит с Силмалской, Малтской и Пушской волостями своего края, Аглонской и Кастулинской волостями Аглонского края, а также с Рушонской и Силаянской волостями Риебинского края.
Фейманскую волость пересекает автомобильная дорога А13 Гребнево — Резекне — Даугавпилс — Медуми, являющейся частью Европейского маршрута E262.
По территории волости протекает река Лиска. Из крупных озёр — Фейманю и Черносте.

## Население
Численность населения волости на середину 2010 года составляет 966 человек, на начало 2015 года — 804 человека.
По данным переписи населения Латвии 2011 года, из 845 жителей волости латыши составили 48,88 % (413 чел.), русские —  46,98 % (397 чел.), белорусы —  1,30 % (11 чел.), украинцы —  1,18 % (10 чел.), поляки —  1,18 % (10 чел.).
Крупнейшими населёнными пунктами волости являются сёла: Феймани (волостной центр), Крупенишки, Ковалишки, Вайнова, Гуляны, Эзергайлиши, Казмирова, Скраучи, Тимошишки, Рогозовка.
В селе Феймани находится Фейманская католическая церковь. В Крупенишках и Вайнове — старообрядческие моленные.

## История
В 1945 году в Силаянской волости Резекненского уезда был создан Фейманский сельский совет. После отмены в 1949 году волостного деления он входил в состав Малтского (1949—1959) и Резекненского района (1959—2009).
В 1954 году к Фейманскому сельсовету была присоединена территория ликвидированного Никитишского сельского совета. В 1963 году — часть территории колхоза «Октябрь» Чулкского сельсовета. В 1965 году — часть территории ликвидированного Рушиницкого сельсовета.
В 1990 году Фейманский сельсовет был реорганизован в волость. В 2009 году, по окончании латвийской административно-территориальной реформы, Фейманская волость вошла в состав Резекненского края.